# Ulica Dzielna w Warszawie

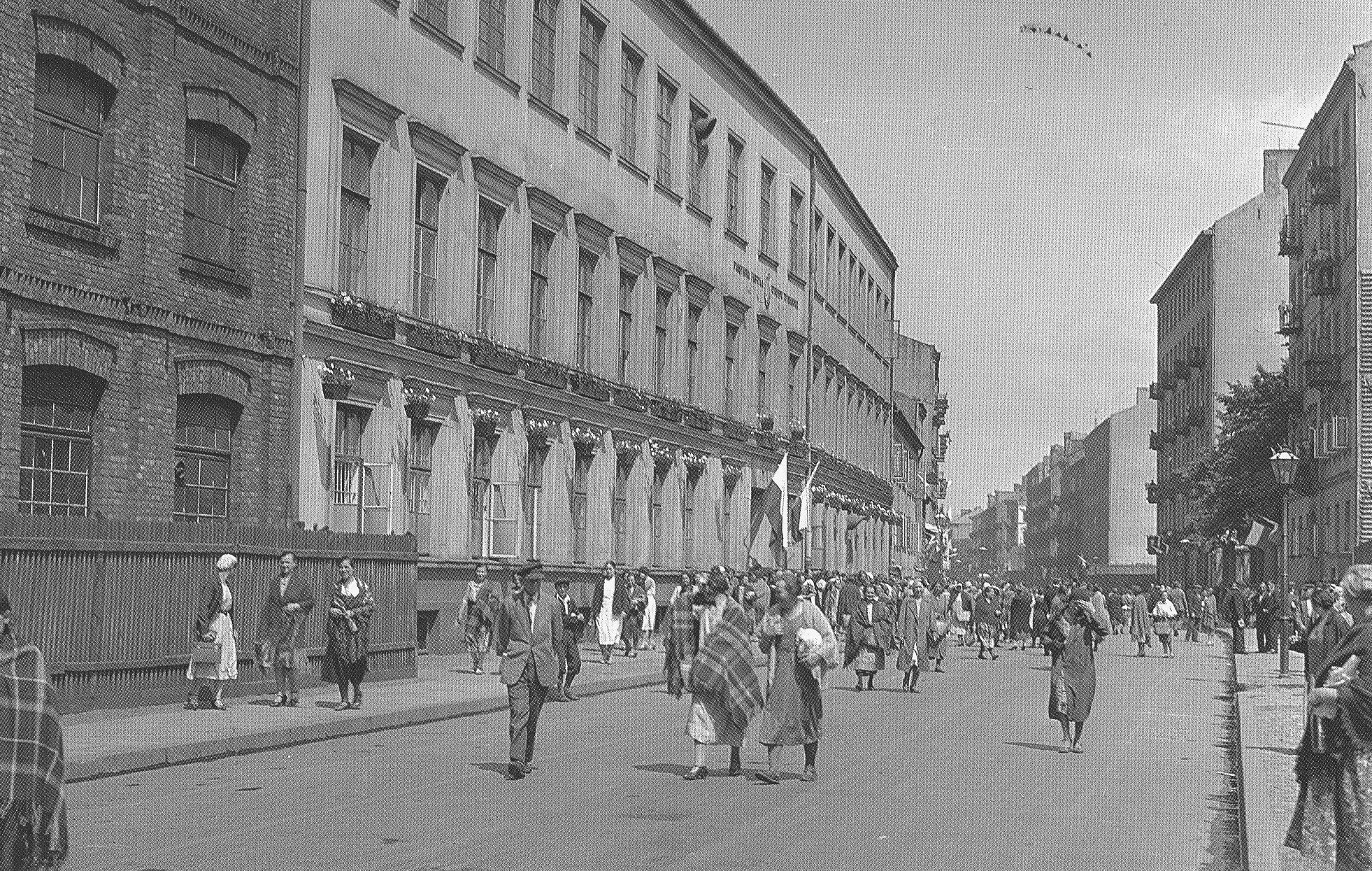
Ulica Dzielna w okresie międzywojennym

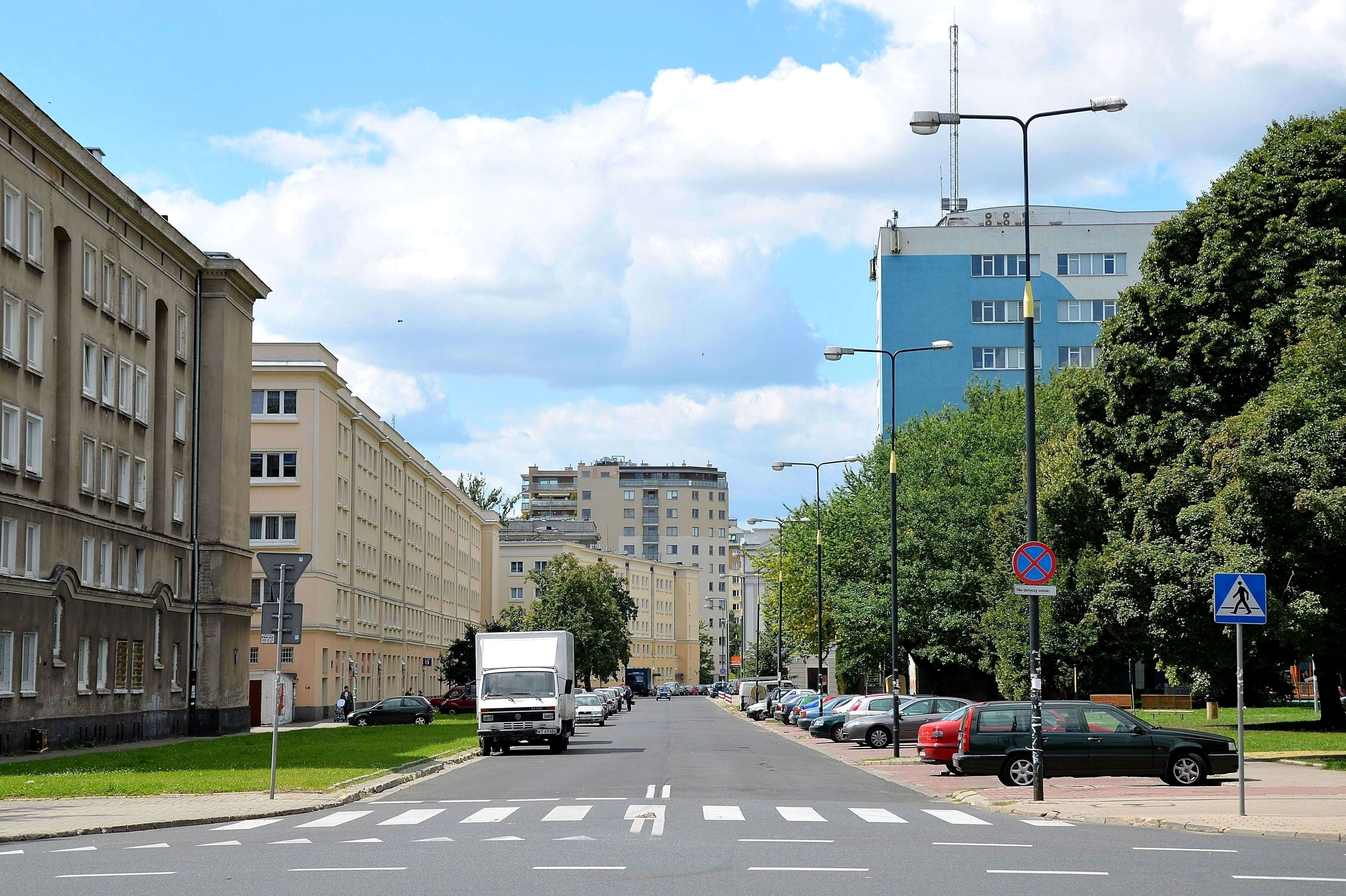
Ulica przy skrzyżowaniu z ul. Smoczą, widok w kierunku zachodnim

Ulica Dzielna – ulica osiedla Muranów w Warszawie, biegnąca od ul. Zamenhofa do ul. Okopowej.

## Historia
Ulica jest dawną drogą narolną. Dzieliła tereny należące do Starej i Nowej Warszawy i stąd pochodzi jej nazwa, nadana w 1770.
Pierwsze drewniane domy wzdłuż ulicy otoczonej ogrodami pojawiły się już przed rokiem 1784; większość murowanej częściowo zabudowy zlokalizowana była pomiędzy ul. Karmelicką, a terenem powstałego sporo później kościoła św. Augustyna. Zabudowa dworkowa skoncentrowana była na terenach, gdzie w latach 1830–1835 wybudowano więzienie Pawiak.  Od lat 20. XIX wieku wschodni i środkowy odcinek Dzielnej zdominowała ludność żydowska; odcinek za ul. Smoczą bliższy był robotniczej Woli i zamieszkany w większości przez chrześcijan.
W latach 1830−1835 pod nr. 24 wybudowano według projektu Henryka Marconiego wielkie więzienie, przy którym powstała dziś nieistniejąca uliczka zwana początkowo Ostrożną, potem Więzienną. Obok gmachu więziennego wzniesiono budynek mieszczący I i II Oddział Sądu Policji Poprawczej Powiatu Warszawskiego; w latach X wojny rosyjsko-tureckiej 1877-78 nazywanej „wojną serbską” mieścił on rosyjski lazaret, po czym zwany już Serbią do roku 1944 stał się więzieniem dla kobiet.
Po tym czasie zastój budowlany panował przy Dzielnej aż do roku 1875; po tym czasie powstało kilkadziesiąt kamienic, zwykle tandetnie dekorowanych gipsowymi detalami i stawianymi dość niedbale.
Trafiały się też realizacje ciekawsze, jednak było ich niewiele; około roku 1900 powstała kolejna seria domów, w tym nieznana z nazwiska autora ani czasu powstania kamienica pod nr. 18, jedyna w Warszawie ozdobiona motywami zaczerpniętymi z architektury islamu.
Przed rokiem 1864 ulica oświetlona gazowymi latarniami otrzymała bruk oraz chodniki; powstały też pierwsze zakłady przemysłowe: wytwórnia wody gazowanej i drukarnia. W roku 1888 powstała Fabryka Firanek, Koronek i Tiulu Szlenkier, Wydżga i Weyer, S. A., która w roku 1914 dawała zatrudnienie ok. 500 osobom. Powstała w 1890 Fabryka Papierosów i Tytoniu „Noblesse” (nr 62) zatrudniała w 1914 ok. 600 pracowników.
W roku 1890 z fundacji małżonków Levivch powstał przytułek dla osób kończących leczenie szpitalne; podobnym ośrodkiem był przytułek dla starców - chrześcijan pw. św. Stanisława Kostki działający w początkach XX wieku pod nr. 35/37.
W roku 1892 rozpoczęła się budowa kościoła św. Augustyna przypisanego numeracji ul. Nowolipki.
W podwórzu kamienicy numer 7 przed rokiem 1908 powstała synagoga Towarzystwa „Moriah”; jej budynek został zniszczony wraz z domem frontowym podczas nalotu lotniczego we wrześniu 1942.
Całkiem licznie przy Dzielnej tamtego czasu występowały niewielkie fabryczki, produkujące między innymi konserwy, dewizki czy gorsety; sklepów było ledwie trzy: dwa z nich, należące do I. Ansensztajna sprzedawały towary kolonialne. Trzecim był Dom Handlowy G. M. Lurie i S-wie o nieco szerszym asortymencie.
Lata 1910-14 to okres kolejnego wzrostu liczby inwestycji: przy Dzielnej powstało kilka nowych kamienic, w tym dwie liczące po pięć pięter; jednak na wschodnim odcinku ulicy przeważała liczba domów nadbudowanych, zazwyczaj do dwóch kondygnacji dodawano dwie kolejne. Częstą praktyką była też budowa wysokich oficyn na zapleczach niższych od nich domów: dla przykładu na posesji nr 17 pięciopiętrową oficynę poprzedzał dwupiętrowy dom.
Jedyną placówką kulturalną przy Dzielnej tamtego czasu był żydowski teatr "Scala" usytuowany u zbiegu z ul. Dziką (od 1930 ul. Zamenhofa). 
Od roku 1927 na Pawiaku działała synagoga, zdewastowana prawdopodobnie zaraz po wkroczeniu hitlerowców do Warszawy w roku 1939.
W roku 1928 Marcin Weinfeld, architekt znany z autorstwa Prudentialu, stworzył nowy projekt synagogi Towarzystwa „Moriah”. Przewidywał on rozbiórkę starej zabudowy i wzniesienie nowej świątyni w formie trójnawowej bazyliki, jednak do realizacji tego planu nigdy nie doszło. 
W latach 1935–36 przy Fabryce Firanek, Koronek i Tiulu Szlenkier, Wydżga i Weyer, S. A. powstała szkoła przyzakładowa, zaś sam zakład planował rozbudowę istniejącej hali. 
Z bombardowań w roku 1939 gęsto zabudowana i zasiedlona ulica Dzielna jako jedna z nielicznych w okolicy wyszła bez większego uszczerbku. W listopadzie 1940 ulica znalazła się w granicach getta. Ze względu na znaczenie fabryk leżących przy zachodnim odcinku ulicy w kwietniu 1942 z dzielnicy zamkniętej wyłączono fragment parzystej strony Dzielnej. 
Podczas powstania w getcie większość zabudowy została wypalona; ostateczna zagłada ulicy nadeszła w roku 1944 podczas powstania warszawskiego. Od 1 do 6 sierpnia w fabryce mebli Kamlera (nr 72) stacjonowała Komenda Główna AK. Stąd 6 sierpnia dowództwo powstania przeniosło się do gmachu szkoły powszechnej przy ul. Barokowej 7.
Ocalało kilka kamienic przy zachodnim, końcowym odcinku ulicy oraz dawna fabryka firanek Szlenkiera, która po znacjonalizowaniu działała do roku 1966. Choć jej zabudowania brano pod uwagę jako jedną z lokalizacji planowanego Muzeum Powstania Warszawskiego, zabytkowe mury rozebrano w roku 1985.
Wysadzone przez Niemców w powietrze 21 sierpnia 1944 mury Pawiaka zakonserwowano i częściowo zrekonstruowano w latach 60.; w roku 1965 otwarto tam Muzeum Więzienia Pawiak.
W okresie powojennym Dzielna otrzymała nową zabudowę, nie nawiązującą do przedwojennego wyglądu ulicy.

## Ważniejsze obiekty
- Muzeum Więzienia Pawiak, nr 24/26
- Ogród Sprawiedliwych w Warszawie
- Głaz pamiątkowy z datą i godziną śmierci Jana Pawła II (przy skrzyżowaniu z al. Jana Pawła II)[6]

## Obiekty nieistniejące
- Fabryka Kamlera